# عرب‌ست
سازمان ارتباطات ماهواره‌ای عرب (به انگلیسی: Arab Satellite Communications Organization) (اغلب به اختصار بدر) عنوان می‌شود، این سازمان اپراتور ارتباطات ماهواره‌ای در جهان عرب است.
مقر این سازمان در ریاض، پایتخت عربستان سعودی است. عرب‌ست مالک ماهواره‌های واقع شده در موقعیت ۲۰°, ۲۶°و ۳۰٫۵° شرقی است. ماهوارهٔ بدر خدمات ارتباطی و مخابراتی را مطابق با استانداردهای بین‌المللی برای شبکه‌های تلویزیونی دنیا به ویژه خاورمیانه و کشورهای عربی فراهم می‌کند. سازمان عرب‌ست با بیش از ۲۰ عضو نقش بسیار حیاتی در افزایش ارتباطات در جهان عرب دارد. سری ماهواره‌های بدر از سال ۱۹۸۵ تا سال ۲۰۱۱ راه‌اندازی شد؛ بعضی از ماهواره‌ها در مدار در حال فعالیت هستند برخی دیگر از کار افتاده یا این مدار را ترک کردند.

## تاریخچه
پیشینهٔ سازمان ارتباطات عربی به اواخر سال ۱۹۶۰ برمی‌گردد. در سال ۱۹۶۷ وزرای اطلاعات کشورهای عربی برنامه‌ای را در راستای گسترش شبکه‌های ماهواره‌ای تنظیم کردند. هدف از این پروژه ایجاد یکپارچگی در اتحادیهٔ عرب به منظور گسترش فعالیت‌های اجتماعی و فرهنگی بود. از سوی دیگر صدا و سیمای اتحادیهٔ کشورهای عربی (ASBU) در سال ۱۹۶۹ تأسیس شد.
سرانجام در تاریخ ۱۴ آوریل ۱۹۷۶ بدر تحت نظر اتحادیه عرب با هدف خدمت در راستای جریان اطلاع‌رسانی آزاد و نیازهای فرهنگی آموزشی کشورهای عضو شکل گرفت. سهامدار اصلی عربست عربستان سعودی است و هم‌اکنون هم بخش اعظمی از هزینه‌های پرتاب و نگهداری این ماهواره را تقبل می‌کند.

سهامداران عربست به ترتیب میزان سهام:
عربستان سعودی ۳۶٫۷٪
کویت ۱۴٫۶٪
لیبی ۱۱٫۳٪
قطر ۹٫۸٪
امارات متحده عربی ۴٫۷٪
اردن ۴٪
لبنان ۳٫۸ درصد
بحرین ۲٫۵٪
سوریه ۲٫۱٪
عراق ۱٫۹ درصد
الجزایر ۱٫۷٪
یمن (۱٫۷٪)
مصر ۱٫۶٪
عمان ۱٫۲٪
تونس ۰٫۷٪
مراکش ۰٫۶٪
سودان ۰٫۳٪
موریتانی ۰٫۳٪
فلسطین ۰٫۲٪
سومالی ۰٫۲٪
جیبوتی ۰٫۱٪

## پوشش
عرب‌ست با ماهواره‌هایش بیش از ۱۰۰ کشور را از آسیای مرکزی گرفته تا خاورمیانه شمال آفریقا و قسمتی از اروپا را پوشش می‌دهد اما تمرکز اصلی ماهواره‌ها پوشش بر روی کشورهای عربی است.

## لیست ماهواره‌ها
- عرب‌ست-۵سی (۲۰° شرقی)
- بدر ۴ (عرب‌ست-۴بی) (۲۶° شرقی)
- بدر ۵ (۲۶° شرقی)
- بدر ۶ (º۲۶ شرقی)
- بدر ۷ (عرب‌ست-۶بی) (۲۶° شرقی)
- عرب‌ست-۵ای (۳۰/۵° شرقی)
- عرب‌ست-۶ای (۵/º۳۰ شرقی)

## خدمات
- پخش تلویزیون ماهواره‌ای
- خدمات مخابراتی و تلفنی
- اینترنت ماهواره‌ای

VSATs *

## شبکه‌ها
تمامی شبکه‌های سراسری استانی و برون مرزی صدا و سیمای ایران (IRIB) شامل ۴۵ شبکه بر روی ۶ فرکانس قابل دریافت است.
تقریباً بخش بزرگی از کانال‌های عربی خاورمیانه را می‌توان توسط این ماهواره دریافت کرد. از مهم‌ترین پکیج‌های این ماهواره می‌توان به کانال‌های اِم. بی. سی، الجزیره، روتانا و ابوظبی اشاره کرد. همچنین سایر شبکه‌های رادیویی و تلویزیونی کشورهای عربی به غیر از شبکه‌های دولتی مصر در از این ماهواره پخش می‌شوند.

## اختلافات با کشورهای عضو
سازمان امور اطلاع‌رسانی بحرین از یکم ژوئن، تصمیم به توقف پخش شبکه‌های این کشور در ماهوارهٔ عرب‌ست گرفت. سازمان امور اطلاع‌رسانی بحرین از عرب‌ست به دلیل عدم توجه به درخواست‌های این کشور برای توقف پخش شبکه‌های ایران در این ماهواره انتقاد کرد.
در بیانیهٔ این سازمان آمده‌است: شبکه‌های ایران کمپین رسانه‌ای خصومت‌آمیزی علیه منامه و ریاض آغاز کرده‌اند که در جهت تحریک فرقه‌گرایی و ایجاد ناامنی و بی‌ثباتی در بحرین و عربستان است.
در پایان بیانیهٔ سازمان امور اطلاع‌رسانی بحرین آمده‌است: ما مکرراً از عرب‌ست خواسته بودیم که علیه شبکه‌های ایران اقداماتی انجام دهد، اما مسئولان این ماهواره تا به حال به درخواست‌های ما پاسخی نداده‌اند. سرانجام شبکه‌های بحرین از فرکانس ۱۲۲۲۶ بدر به ماهوارهٔ رقیب یعنی نایل‌ست رفتند.
ماهوارهٔ عرب‌ست به درخواست اتحادیهٔ عرب، پخش برنامه‌های تلویزیونی سوریه را متوقف کرد.
اتحادیهٔ عرب به‌طور رسمی از مدیران عرب‌ست خواست پخش برنامه‌های تلویزیونی سوریه را چه در بخش خصوصی و چه در بخش دولتی متوقف کنند. پس از شکایت از صدا و سیما بخاطر عدم خرید حق پخش مسابقات فوتبال اروپایی و پخش غیرمجاز آن صدا و سیما پخش این مسابقات را از این ماهواره قطع کرد.